# Tapetum lucidum

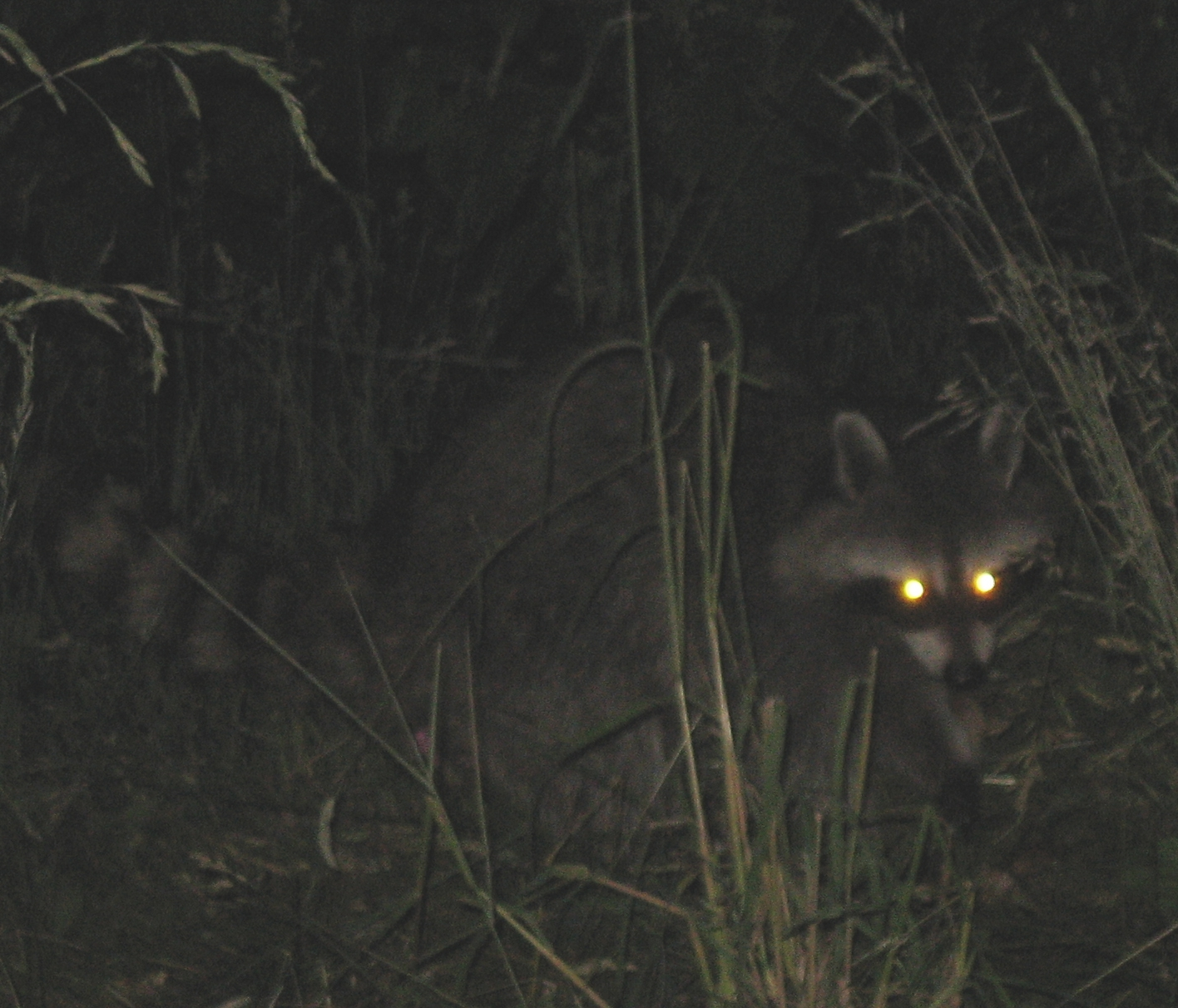
Ós rentador la nit

El tapetum lucidum és una capa pigmentada situada per sota de la retina en platihelmints, uns arthropoda i en uns animals vertebrats, però absent, entre d'altres en l'home, el conill i el porc. La llum hi rebota perquè incideixi als fotoreceptors. Es tracta d'una estratègia fotomultiplicadora útil en circumstàncies de poca llum. Un effecte secundari n'és la reflexió de la llum als ulls dels gats i dels heteròcers (papallones de nit).